# Trygve Gulbranssen

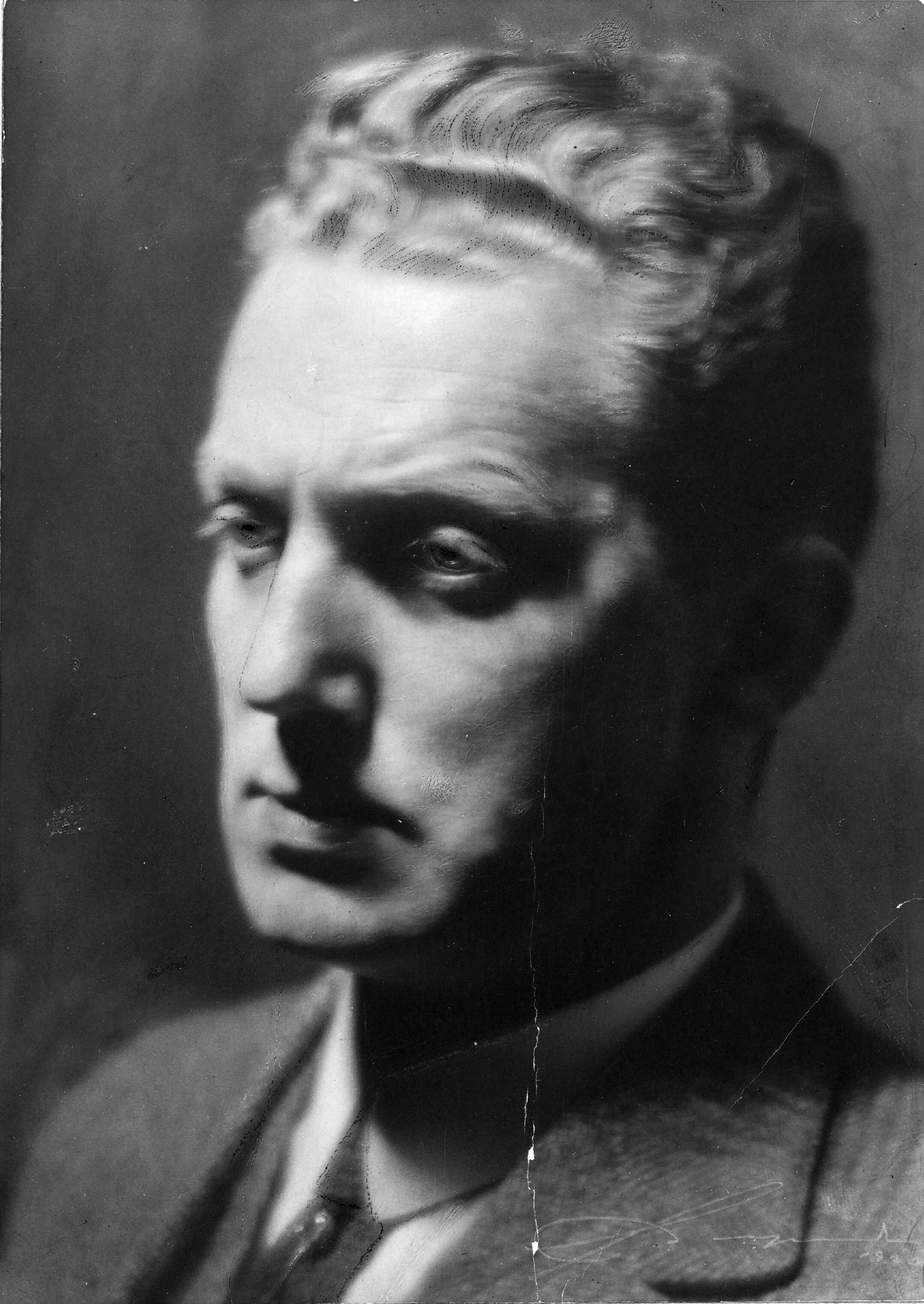
Trygve Gulbranssen, 1920.

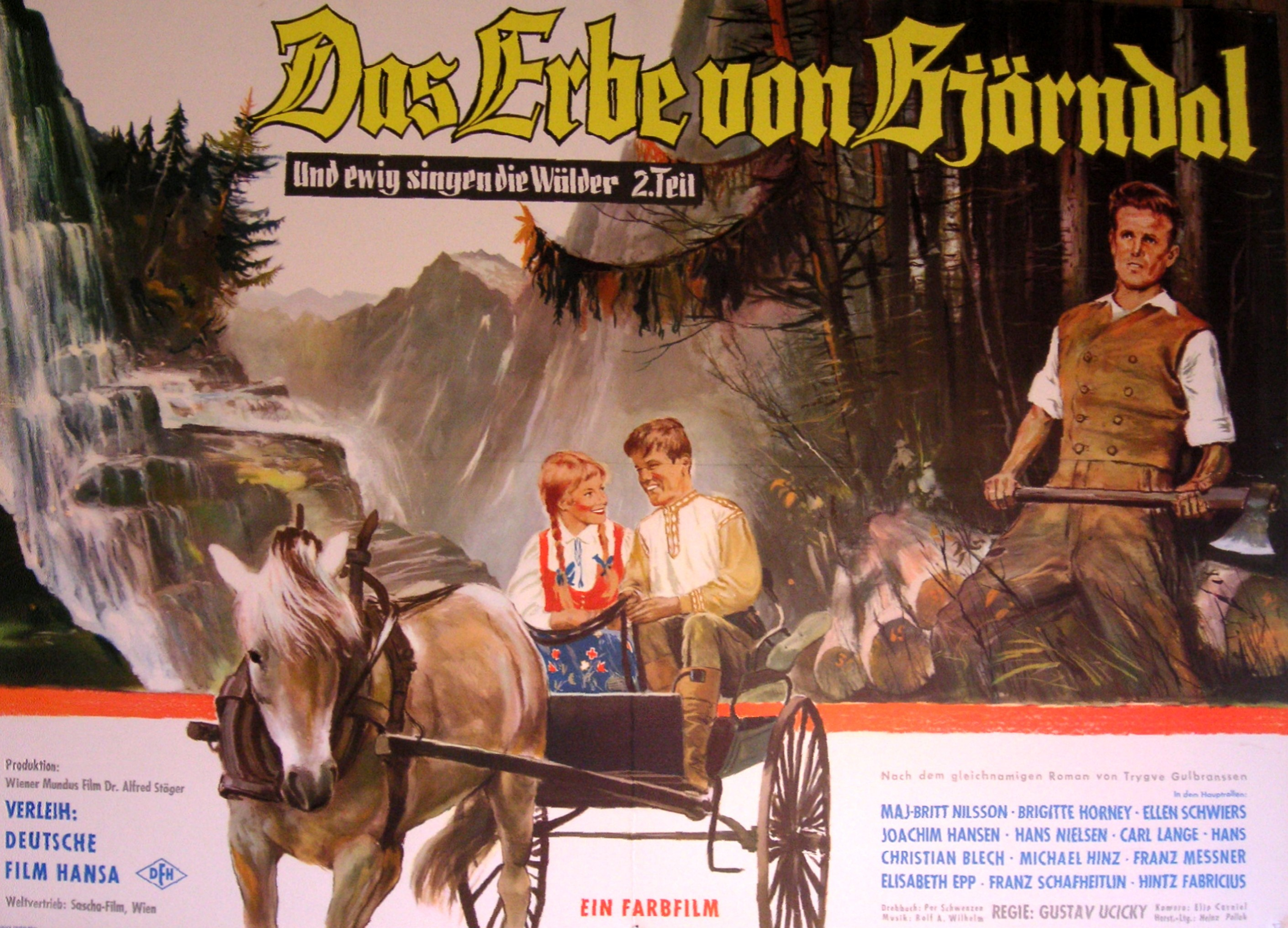
Filmaffisch av Helmuth Ellgaard för en av de två filmer baserade på Gulbranssen-trilogin.

Trygve Emanuel Gulbranssen, ursprungligen Gulbrandsen, född 15 juni 1894 i Kristiania, död 10 oktober 1962 i Eidsberg, var en norsk författare som fick stor framgång med sina bonderomaner.

## Biografi
Gulbranssen började som kontorist men blev senare tobaksgrossist och från 1940 lantbrukare. 
På 1930-talet blev han internationellt känd för några bonderomaner, till exempel Det blåser fra Dauingfjell (1934). I svensk litteraturdebatt kom dessa att spela en roll som exempel på "god" och "sund" litteratur.